# Secu (Dolj)
Pour les articles homonymes, voir Secu.
Secu est une commune du județ de Dolj en Roumanie.